# Benny Hill
Alfred Hawthorn Hill (Southampton, Hampshire, 21 de Janeiro de 1924 — Teddington, Middlesex, 20 de Abril de 1992), mais conhecido como Benny Hill, foi um prolífico cómico,  actor e cantor britânico nascido na Inglaterra. Tornou-se muito conhecido através do seu programa de televisão, The Benny Hill Show.
Hill morreu vítima de ataque cardíaco em 20 de abril de 1992.